# Christ Cathedral
De Christ Cathedral is een rooms-katholieke kathedraal in Garden Grove in de Amerikaanse staat Californië. De megakerk werd tussen 1977 en 1980 gebouwd als Crystal Cathedral voor de Reformed Church in America van televisiedominee Robert H. Schuller, naar een ontwerp van architect Philip Johnson. De bouw werd geheel bekostigd met donaties. Hoewel het gebouw door de gemeenschap van Schuller kathedraal werd genoemd was de kerk dit feitelijk niet, omdat de gemeente geen bisschopsambt kent.
Sinds de overname door het rooms-katholieke bisdom Orange in Californië in juni 2013 is het gebouw hernoemd tot Christ Cathedral en zal het ook daadwerkelijk als kathedraal van het bisdom gaan fungeren. Het gebouw is, na een tijdelijke sluiting en interne verbouwing, geschikt gemaakt voor de katholieke eredienst en is in juli 2019 als kathedraal ingewijd.
De bouw van de Crystal Cathedral, aanvankelijk beraamd op zes miljoen Amerikaanse dollar, kostte uiteindelijk 17 miljoen dollar. Sindsdien zijn verschillende bijgebouwen aan het complex toegevoegd. Het onderhoud kost rond de 5 miljoen dollar per jaar.

## Beschrijving
De kathedraal is gebouwd in de vorm van een ster en bestaat uit een 142 m lange, 40 m hoge stalen constructie, die meer dan 10.000 glazen platen draagt. Het glas is van binnenuit doorzichtig en van buiten reflecterend. De glazen platen zijn niet vastgezet maar zijn met een elastische lijm bevestigd, waardoor het gebouw bestand is tegen aardbevingen met sterkte 8,0. Binnenin de kerk bevindt zich een 30 m hoge wand, die aan het begin van een dienst in zijn geheel kan worden geopend. De kerkzaal biedt plaats aan ruim 2700 gelovigen en 1000 muzikanten. Het pijporgel in de kerk is een van de grootste ter wereld en werd gemaakt door het Italiaanse orgelbouwbedrijf Fratelli Ruffatti.
Naast het kerkgebouw staat een 73 m hoge klokkentoren bestaande uit hooggepolijst staal, waarin 52 klokken hangen. Aan de voet van de toren bevindt zich een kleine kapel, bestaande uit twaalf marmeren zuilen die de twaalf stammen van Israël symboliseren.

## Geschiedenis

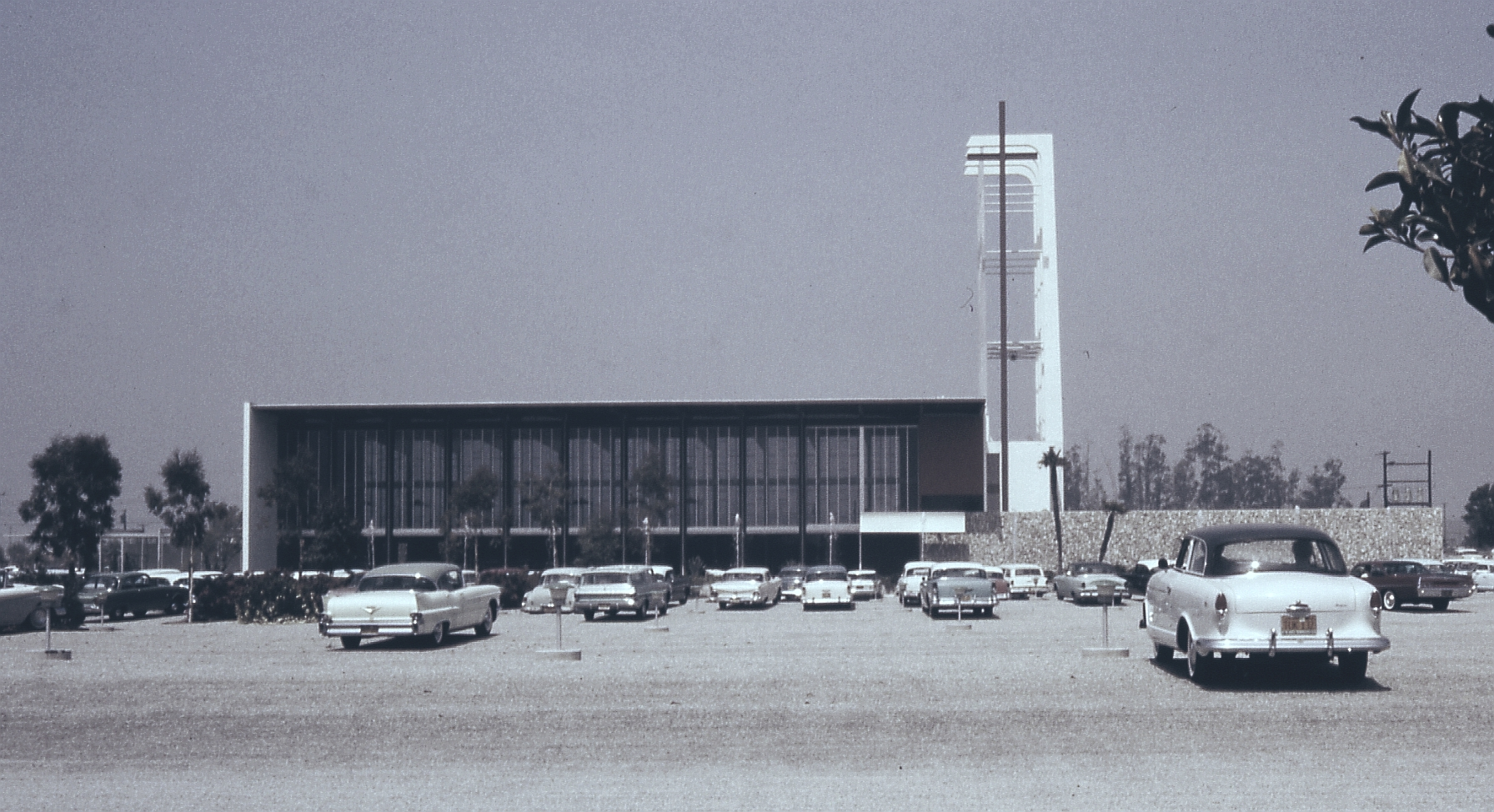
De drive-in kerk in Garden Grove (1962)

De gemeente die tot 2012 gebruik maakte van de kerk werd in 1955 gesticht door de Amerikaanse televisiedominee Robert H. Schuller. Zij behoort tot de Reformed Church in America, die is voortgekomen uit de Nederduits Gereformeerde Kerk. In het begin kwam de gemeente bijeen in gehuurde ruimte van een autobioscoop in Orange, om in 1961 te verhuizen naar Garden Grove, waar ze onderdak vond in een complex van de architect Richard Neutra. Sinds 1969 zond Schuller de diensten die hij hield uit in de vorm van het televisieprogramma Hour of Power.

### Crystal Cathedral
Vanwege de groei van de gemeente werd in de jaren 70 begonnen met de constructie van de Crystal Cathedral. De gemeente had meer dan 10.000 leden. Schuller ging met pensioen in 2006, waarna zijn zoon Robert A. Schuller de rol van voorganger op zich nam. Vanwege onenigheid tussen vader en zoon gaf de laatste zijn rol echter na twee jaar op. In 2010 werd Schullers oudste dochter Sheila Schuller Coleman de nieuwe voorganger van de Crystal Cathedral-gemeente. Op 18 oktober 2010 vroeg het kerkgenootschap uitstel van betaling aan. Het zou te kampen hebben met een schuld van 55 miljoen dollar, als gevolg van teruglopende giften na de ruzie tussen vader en zoon Schuller.

## Bankroet en overname door bisdom Orange

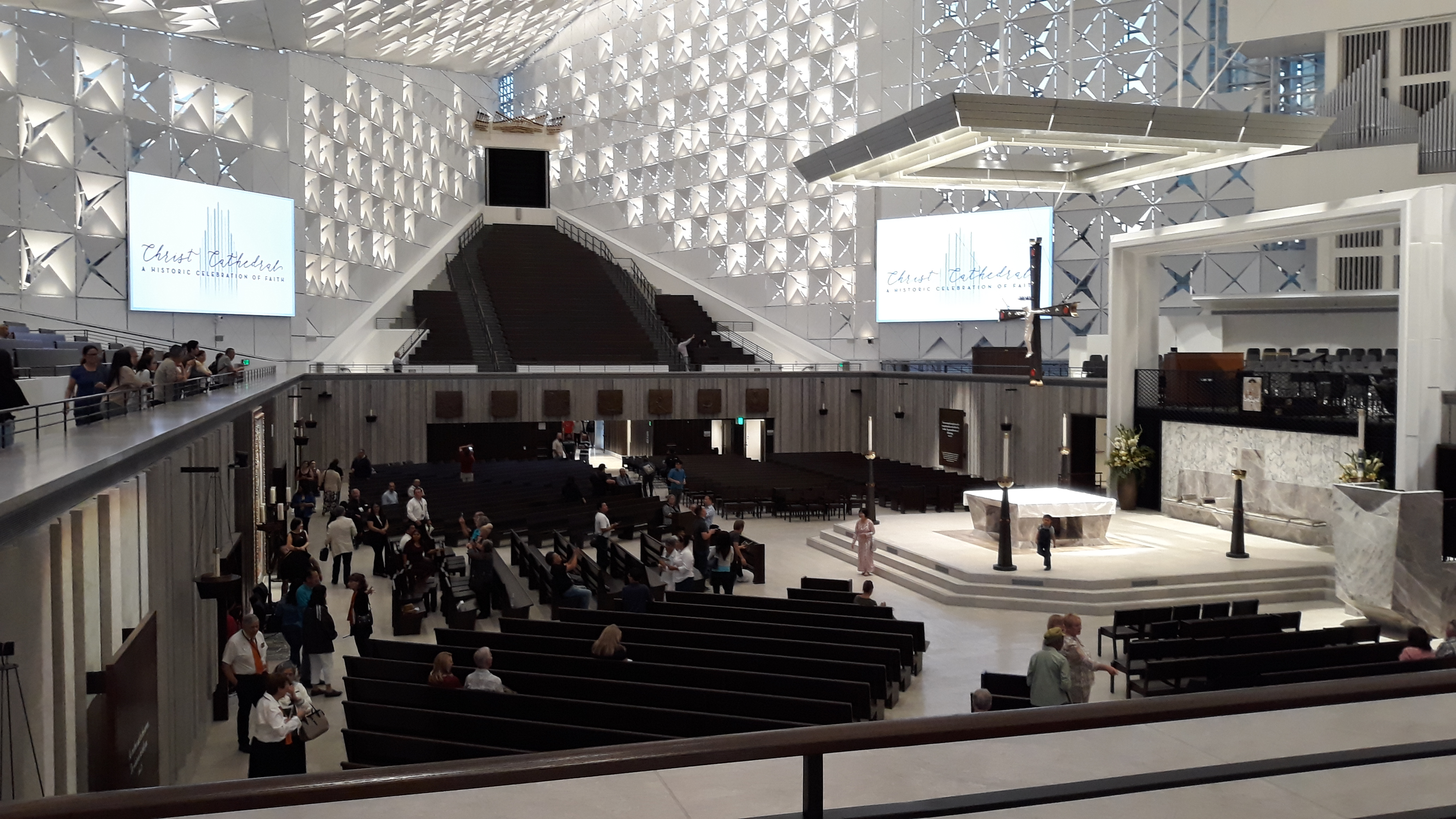
Interieur (2019)

In oktober 2011 bleken schulden te zijn opgelopen tot 55 miljoen dollar. Het kerkgenootschap vroeg bescherming aan tegen faillissement. Als reden werd genoemd de sterk teruggelopen financiële bijdragen als gevolg van de recessie. In november van hetzelfde jaar meldden zich twee geïnteresseerden: de Chapman Universiteit en het Bisdom Orange in Californië. Uiteindelijk heeft het bisdom de kerk gekocht. Op 13 maart 2012 heeft Robert H. Schuller samen met zijn familie afstand gedaan van het aandeel in de Crystal Cathedral Ministry.
Op zondag 30 juni 2013 vond de eerste katholieke viering in de kerk plaats. Het kerkgebouw werd aangepast aan de eisen van de katholieke liturgie en omgedoopt tot Christ Cathedral. Het fungeert als bisschopszetel van het bisdom Orange. Op 17 juli 2019 vond de kerkwijding plaats.